# Merostachys bifurcata
Merostachys bifurcata är en gräsart som beskrevs av Tatiana Sendulsky. Merostachys bifurcata ingår i släktet Merostachys och familjen gräs. Inga underarter finns listade i Catalogue of Life.